# Rumoi
Rumoi (japanska: 留萌市?, Rumoi-shi) är en stad i Hokkaidō prefektur i Japan. Staden fick stadsrättigheter 1947.